# Delitz am Berge

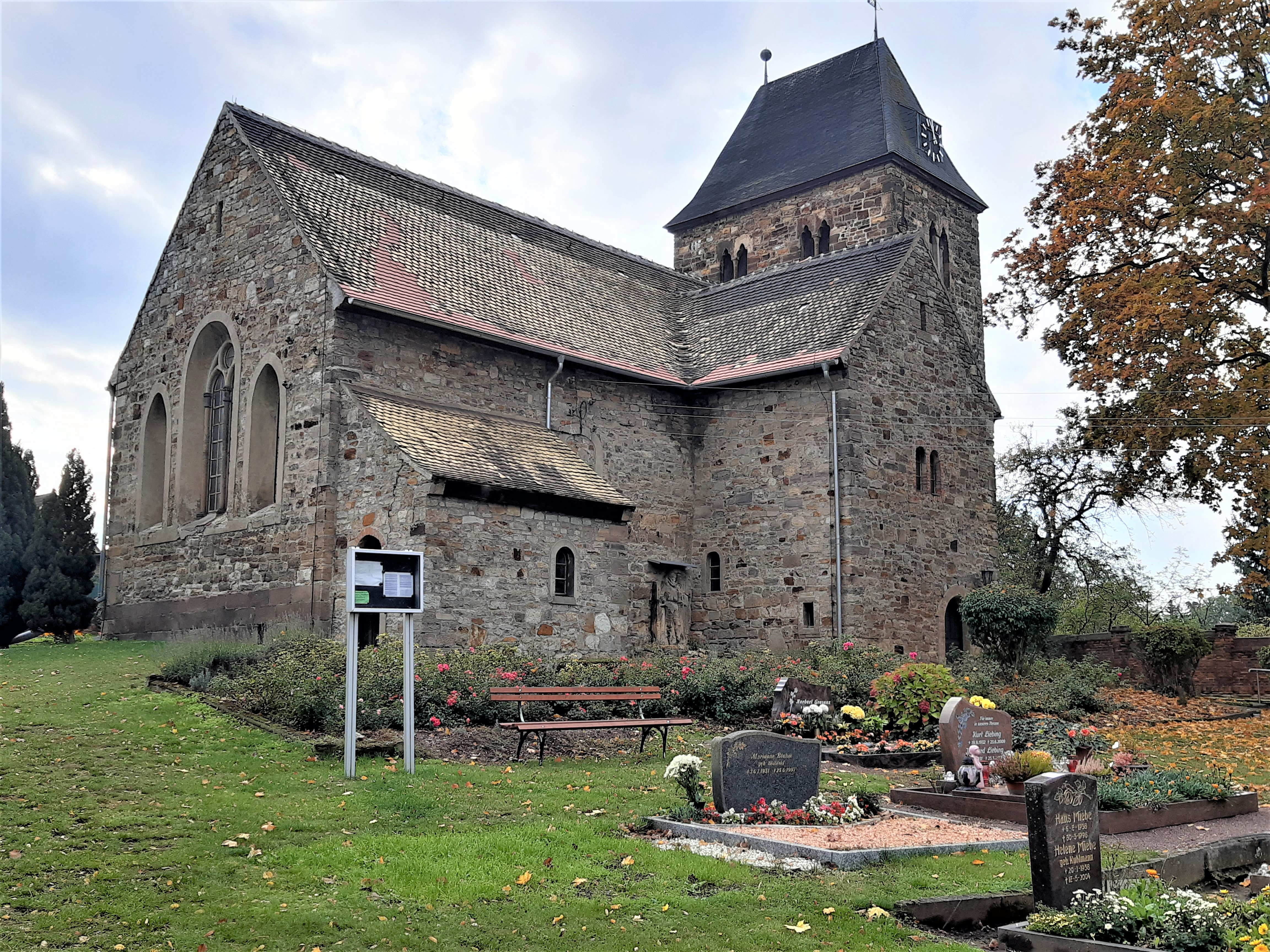
Dorfkirche von Nordost, 2020

Delitz am Berge ist ein Ortsteil der Stadt Bad Lauchstädt im Saalekreis in Sachsen-Anhalt.

## Geografie
Delitz am Berge liegt südwestlich von Halle (Saale) am Rand der Querfurter Platte.

## Geschichte
In das germanisch besiedelte Gebiet drangen im Frühmittelalter Slawen vor, etwa bis zur Saale. Delitz war eine Siedlung slawischer Ackerbauern.
Erstmals wurde die Gemeinde in dem zwischen 881 und 899 entstandenen Hersfelder Zehntverzeichnis genannt. Im 11. Jahrhundert hieß sie „Delitz im Hosgau“. Die Kirche wurde als ursprünglich romanische Wehrkirche im 12. Jahrhundert errichtet. 1542 wurde Delitz durch die Reformation evangelisch. Der Dreißigjährige Krieg brachte Verwüstungen des Ortes mit sich, auch im Siebenjährigen Krieg hatte Delitz zu leiden. Dazwischen gab es 1728 ein verheerendes Saale-Hochwasser.
Delitz am Berge war Sitz eines Rittergutes, das sich im Besitz verschiedener Familien befand: von Bose (1540/73); Sack (1612); von Bose (1652–mind. 1663); von Krafft (vor 1693–1787); Lehmicke (1787–1791); von Graffen (1791–1795); Benndorff (1795–1801); Heinrich August von Holleuffer (1801–1809); Dedo von Krosigk (1809–vor 1817); Müller (bis 1817); von Alvensleben (1817–1837); Bethmann Hollweg (ab 1837), von Zimmermann (auf Rittergut Benkendorf).
Bis 1815 gehörte es zum hochstiftlich-merseburgischen Amt Lauchstädt gehörte. Dieses war seit 1561 unter kursächsischer Hoheit und gehörte zwischen 1656/57 und 1738 zum Sekundogenitur-Fürstentum Sachsen-Merseburg. Durch die Beschlüsse des Wiener Kongresses kam der Ort zu Preußen und wurde dem Kreis Merseburg im Regierungsbezirk Merseburg der Provinz Sachsen zugeteilt, zu dem er bis 1952 gehörte. In diesem Jahr kam der Ort zum Kreis Merseburg im Bezirk Halle, der 1994 im Landkreis Merseburg-Querfurt und 2007 im Saalekreis aufging. Einer der Gutsbesitzer war der Hofrat und Mediziner Carl August von Madai. Der Gutsherr von Zimmermann ließ 1911 für seine Landarbeiter eine „Kinderverwahranstalt“ errichten. In den 1930er Jahren baute man eine „Reichsheimstättensiedlung“. Nach der „Wende“ entstanden viele Wohnbauten im Ort. Seit dem 1. Januar 2008 ist die ehemals selbständige Gemeinde Ortsteil der Stadt Bad Lauchstädt.
Am 1. Januar 2008 wurde Delitz am Berge nach Bad Lauchstädt eingemeindet.

## Kultur und Sehenswürdigkeiten
Die Dorfkirche ist eine spätromanisch/frühgotische Saalkirche des 12./13. Jahrhunderts, ursprünglich eine Wehrkirche. 1945 wurde ihr Breitturm von amerikanischer Artillerie durchschossen. 1951 brannte die Kirche aus. Dabei wurde auch die Holztonne aus dem 17. Jahrhundert vernichtet. Der Wiederaufbau 1953/54 erfolgte vereinfacht mit Flachdecke.
Auf dem Friedhof befinden sich die Grabstätten für eine unbekannte Russin und ihre drei kleinen Kinder sowie eine unbekannte Polin, die während des Zweiten Weltkrieges nach Deutschland verschleppt und Opfer von Zwangsarbeit wurden.

## Politik
Der ehrenamtliche Ortsbürgermeister ist seit 2024 Thomas Beßler.

## Verkehr
Der öffentliche Personennahverkehr wird durch den PlusBus des Mitteldeutschen Verkehrsverbund erbracht. Folgende Verbindung führt, betrieben von der Omnibusbetrieb Saalekreis, durch Delitz:
- Linie 320: Halle ↔ Angersdorf ↔ Holleben ↔ Delitz ↔ Bad Lauchstädt

Delitz am Berge besaß einen Bahnhof an der „Zwiebelbahn“ von Bad Lauchstädt nach Schlettau (1936 zu Angersdorf, heute Teil von Teutschenthal). Mit dem Bau der Bahnstrecke Merseburg–Halle-Nietleben und der damit einhergehenden Neutrassierung Strecke, die seitdem nördlich an Delitz vorbeiläuft, verlor der Bahnhof jedoch seine Funktion. Die nächstgelegenen Personenbahnhöfe befinden sich seitdem in Merseburg und Angersdorf.
Der Ort liegt in unmittelbarer Nähe der Bundesautobahn 38, die Ausfahrt Bad Lauchstädt (23) ist ca. 2 Kilometer entfernt.

## Söhne und Töchter
- August Christian Lebrecht von Krafft (1740–1813), preußischer Generalmajor und Kommandant der Festung Breslau
- Karl August Adolf von Krafft (1764–1840), preußischer General der Infanterie
- Ernst Baeumler (1827–1888), preußischer Bergbeamter und Leiter der Prager Eisenindustrie-Gesellschaft.